# 미친도시
"미친도시"는 2018년에 개봉한 대한민국의 영화이다. 

## 캐스팅
- 이경영 : 병수 역
- 한태일 : 문 회장 역
- 김미영 : 명자 역
- 방일수 : 의사 역
- 이용희 : 구청장 역
- 임영서 : 김 이사 역
- 홍윤정 : 문회장 부인 강씨 역
- 정미혜 : 세탁소 주인 역
- 김경룡 : 명자 아버지 역
- 김성남 : 형사반장 역
- 한춘일 : 현당 역
- 최정인 : 구청 여직원 황민정 역
- 방규상 : 박만창 역
- 최진희 : 세탁소 사장딸 역
- 강준 : 강 과장 역
- 정제문 : 구청 최주사 역
- 김영인 : 인민위원장 역
- 국호 : 조폭두목 역
- 조율 : 조폭 행동대장 역
- 길재민 : 병수 큰아들 역
- 황태현 : 병수 둘째아들 역
- 정아름 : 문회장 과거 약혼자 역
- 김형석 : 형사 역
- 김예훈 : 명자 큰동생 역
- 박이준 : 명자 작은동생 역
- 서한돌 : 구청직원 3 역
- 전형재 : 경비 역
- 윤도원 : 인민군장교 역
- 정도훈 : 인민군 1 역
- 손우영 : 인민군 2 역
- 강성진 : 인민군 3 역
- 정현희 : 여자인민군 역
- 김승철 : 조폭 3 역
- 지민혁 : 조폭 4 역
- 장지운 : 학생 역
- 전대욱 : 전경 1 역
- 김원익 : 전경 2 역

## 같이 보기
- 2018년 대한민국의 영화 목록